# Zeuxo simonsiensis
Zeuxo simonsiensis är en kräftdjursart som beskrevs av Jürgen Sieg 1980. Zeuxo simonsiensis ingår i släktet Zeuxo och familjen Tanaidae. Inga underarter finns listade i Catalogue of Life.